# 琉球銀斑黑鴿
琉球銀斑黑鴿（學名：Columba jouyi），或稱銀斑黑鴿或琉球林鴿，是日本沖繩群島一種已滅絕的鴿。牠們曾在伊平屋島、伊計島、沖繩本島、座間味島、北大東島及南大東島出現。

## 滅絕
琉球銀斑黑鴿容易受棲息地的變遷所影響。牠們的生活需要大量未開發的亞熱帶森林。不過，如伊江島等地方就已大量開發為居住及農業用途。牠們最近於1904年在沖繩群島出現，1936年後從東島消失。雖相信牠們可能仍在外圍的小島上生存，但卻未能確定。
理論上，在沖繩群島的山區仍有適合琉球銀斑黑鴿生活的地方。最令人不解的地方是在慶良間群島的渡嘉敷島，當地大部份地方仍未開發，但卻從來沒有發現琉球銀斑黑鴿。座間味島是琉球銀斑黑鴿曾出沒，離沖繩群島最遠的及最細小的島嶼。

## 外部連結
- Ryukyu Wood Pigeon pictures. （页面存档备份，存于）